# BLS Ce 4/6
Die Ce 4/6 war eine Elektrolokomotive, die von der Betriebsgruppe der Berner Alpenbahn-Gesellschaft Bern–Lötschberg–Simplon (BLS) beschafft wurde. Die Serie umfasste 17 Lokomotiven, die ersten 14 wurden 1919 und die letzten drei 1922 beschafft. Die letzten drei Maschinen hatten eine etwas höhere Leistung und auch eine um 10 km/h erhöhte Höchstgeschwindigkeit. Drei Lokomotiven wurden der BLS, zwei der SEB, zwei der EZB, fünf der GTB, zwei der BSB und drei der BN zugeteilt. Sie waren jedoch unter den Bahnen freizügig einsetzbar.
Die letzten zehn Lokomotiven wurden zwischen 1954 und 1956 zu Ce 4/4 Lokomotiven umgebaut.

## Geschichte

### Bau
Die Schweiz hat kaum abbauwürdige Kohlevorkommen im eigenen Land, weshalb es während des Ersten Weltkriegs zu einer grossen Kohlenknappheit kam. Die Berner Regierung beschloss deshalb 1918, die von der BLS betriebenen Nebenbahnen zu elektrifizieren und die für den Betrieb nötigen Lokomotiven zu bestellen, was diesen den Spitznamen Dekretsmühlen einbrachte. Die Lokomotiven sollten als leichte Universalmaschinen die kleinen Dampflokomotiven ablösen. Jede Lokomotive kostete 700 000 Franken (inflationsbereinigt heute etwa 3,4 Mio. Fr.). Der mechanische Teil wurde von der Schweizerischen Lokomotiv- und Maschinenfabrik (SLM) gebaut, die elektrische Ausrüstung der ersten sieben Lokomotiven stammte von der Maschinenfabrik Oerlikon (MFO), die der restlichen von Brown, Boveri & Cie. (BBC).
Für die in den Jahren 1923 bis 1928 elektrifizierte Bern-Neuenburg-Bahn (BN) wurden drei Lokomotiven nachbeschafft. Die bereits 1922 fertiggestellten Lokomotiven verblieben im Besitz der BBC und wurden bis zum Abschluss der Elektrifizierungsarbeiten nur an die BN vermietet.

### Einsatz
Die Lokomotiven bewährten sich vor allem im Simmental und im Gürbetal. Auf der Bahnstrecke Bern Fischermätteli–Schwarzenburg war die Lokomotive im Personenverkehr im Verhältnis zu den leichten Zügen viel zu schwer, so dass eine der beiden BSB-Lokomotiven 1925 gegen einen „Halbesel“ der BLS getauscht wurde. Ab den 1940er Jahren waren die Lokomotiven hauptsächlich in der Region Spiez anzutreffen, im Personenverkehr wurden sie von den Leichttriebwagen verdrängt. Gegen Ende des Zweiten Weltkrieges wurden die Ce 4/6 auch an die Chemin de fer Régional du Val-de-Travers (RVT), die Oensingen-Balsthal-Bahn (OeBB) und an die Vereinigte Huttwil-Bahnen (VHB) ausgeliehen, weil aufgrund der knappen Rohstoffe in den Kriegsjahren keine Lokomotiven für diese neu elektrifizierten Bahnen gebaut werden konnten.

## Technik

SLM Werksfoto

Das Pflichtenheft der Ce 4/6 sah vor, dass auf einer Steigung von 15 ‰ ein 310 t schwerer Zug befördert werden muss und auf 25 ‰ ein 180 t schwerer Zug 35 km/h erreichen muss. Gleichzeitig war die höchste zulässige Achslast 12,75 t.

### Mechanik
Die Ce 4/6 war die kleinere, leistungsschwächere Variante der gleichzeitig gebauten SBB Be 4/6, mit nur zwei statt vier Fahrmotoren. Sie basiert auf den gleichen Konstruktionsprinzip mit dreiteiligem Rahmen wie die Krokodil-Lokomotiven, sie besitzt aber nur kurze Vorbauten, in denen Kompressor und Sandvorrat untergebracht sind. Die Zug- und Stossvorrichtungen sind an den Drehgestellen angebracht, die über Drehzapfen mit Brückenrahmen verbunden sind. Die Drehzapfen übertragen nur die Zugkräfte auf die Brücke, die Stosskräfte werden über Pufferplatten direkt von einem Drehgestell auf das andere übertragen. In jedem Drehgestell ist eine führende Adamsachse angeordnet. Diese war notwendig, weil noch nicht auf allen Strecken genügend hoher Achsdruck zulässig waren, wie sie sich bei einer laufachslosen Konstruktion ergeben hätte.

### Elektrik
In jedem Drehgestell ist ein fremdbelüfteter Fahrmotor eingebaut, der über Zahnräder eine Blindwelle antreibt. Schlitzkuppelstangen verbinden diese mit den beiden Triebachsen. Die beiden Fahrmotoren waren ständig parallel geschaltet und wurden vom Transformator über einen Stufenschalter mit einer Spannung von maximal 500 V versorgt.
Die elektrische Ausrüstung der Lokomotiven unterschied sich geringfügig. Die MFO-Lokomotiven hatten 10-polige Fahrmotoren. Der Stufenschalter wurde von einem Elektromotor angetrieben, es standen 16 Fahrstufen zur Verfügung. Wie bei den Krokodil-Lokomotiven war der Transformator im Maschinenraum in einem oben und unten offenen Luftkanal angeordnet, das Öl zirkulierte durch Konvektion in seitlich am Transformator angeordneten Kühlrohren.
Die BBC-Lokomotiven hatten 12-polige Fahrmotoren mit Widerstandsverbindern, deren Spannung von einem über dem Transformator angeordneten Stufenschalter mit Handantrieb geregelt wurde. Es standen 13 Fahrstufen zur Verfügung. Der BBC-Transformator hatte eine Ölumlaufkühlung und war dadurch leichter als der Transformator der MFO-Lokomotiven.
Ende der 1940er Jahre wurden die Ölhauptschalter durch Dachsicherungen und die Stufenschalter durch Hüpfersteuerungen ersetzt. Mit den neu gewickelten Fahrmotoren konnte die Höchstgeschwindigkeit auf 65 km/h erhöht werden. Anfang der 1950er Jahre wurden die Dachsicherungen durch Drucklufthauptschalter ersetzt und ein Stromabnehmer entfernt. Mitte der 1960er Jahre erhielten alle Lokomotiven, auch die nicht umgebauten Ce 4/6, BBC-Stromabnehmer anstelle der MFO-Stromabnehmer.

### BN-Lokomotiven
Die 1922 nachgebauten BN-Lokomotiven hatten eine andere Getriebeübersetzung, die ihnen eine Höchstgeschwindigkeit von 75 km/h ermöglichte, so dass sie auch für Schnellzüge eingesetzt werden konnten. Sie erhielten daher auch die Bezeichnung Be 4/6 statt Ce 4/6. 1930 wurden die Maschinen zusätzlich mit Laufachsbremsen ausgerüstet. Beim Umbau zur Ce 4/4 wurden die gleichen Getriebe wie bei den übrigen eingebaut, so dass die Höchstgeschwindigkeit auf 65 km/h reduziert wurde.

### Umbau zu Ce 4/4
Nachdem alle Strecken auf höhere Achslasten umgebaut waren, wurden zwischen 1954 und 1956 bei zehn Lokomotiven die Laufachsen und die kleinen Vorbauten entfernt. Dadurch erhielten die Lokomotiven ein deutlich anderes Aussehen und wurden rund sechs Tonnen leichter. Das Fahrverhalten wurde durch den Umbau nicht negativ beeinflusst. Die Lokomotiven wurden dem Depot Holligen zugeteilt und verkehrten vor leichten Personenzügen auf dem Netz der Gürbetal-Bern-Schwarzenburg-Bahn und vor Güterzügen auf dem ganzen BLS-Netz. Um 1960 wurden in den Seitenwänden Düsengitter für die Fahrmotorkühlung eingebaut.

## Baujahre und Fabriknummern
| Ursprüngliche Nummer | Baujahr | Werknr. SLM | Elektrische Ausrüstung | Umbau Ce 4/4 | Umzeichnungen (Nummer ab Jahr)               | Verbleib |
| -------------------- | ------- | ----------- | ---------------------- | ------------ | -------------------------------------------- | --- |
| BLS Ce 4/6 301       | 1919    | 2683        | MFO                    | -            | -                                            | 1972 Abbruch |
| BLS Ce 4/6 302       | 1919    | 2684        | MFO                    | -            | -                                            | 1969 Abbruch |
| BLS Ce 4/6 303       | 1919    | 2685        | MFO                    | -            | -                                            | 1971 Abbruch |
| SEB Ce 4/6 304       | 1919    | 2686        | MFO                    | -            | SEZ 304 (1943)                               | 1973 Abbruch |
| SEB Ce 4/6 305       | 1919    | 2687        | MFO                    | -            | SEZ 305 (1943)                               | 1968 Abbruch |
| EZB Ce 4/6 306       | 1919    | 2688        | MFO                    | -            | SEZ 306 (1943)                               | 1971 Abbruch |
| EZB Ce 4/6 307       | 1919    | 2689        | MFO                    | -            | SEZ 307 (1943)                               | 1973, seit 1982 erhalten im Verkehrshaus der Schweiz |
| GTB Ce 4/6 308       | 1919    | 2690        | BBC                    | 1955         | GBS 308 (1944) BLS 308 (1956) GBS 309 (1957) | 1975 Abbruch |
| GTB Ce 4/6 309       | 1919    | 2691        | BBC                    | 1954         | GBS 308 (1944) BLS 309 (1957) GBS 314 (1975) | 1975 Abbruch |
| GTB Ce 4/6 310       | 1919    | 2692        | BBC                    | 1955         | GBS 310 (1944)                               | - ab 1979 Rangierdienst in der Werkstatt Bönigen mit nur einem Motor - 1982 Abbruch |
| GTB Ce 4/6 311       | 1919    | 2693        | BBC                    | 1956         | GBS 311 (1944)                               | 1982 Abbruch |
| GTB Ce 4/6 312       | 1919    | 2694        | BBC                    | 1956         | GBS 312 (1944)                               | - ab 1975 vermietet an SZU - ab 1977 verkauft an SZU, neue SZU Ce 4/4 42 - 1987 ausrangiert und an Oswald Steam verkauft - 1994 Verkauf an Club del San Gottardo - 2013 Rückgabe von extrazug.ch an BLS AG                |
| BSB Ce 4/6 313       | 1919    | 2695        | BBC                    | 1955         | GBS 313 (1944)                               | - 1996 an Classic Rail verkauft - vor 2005 im Eigentum des Vereins Dampflok 51 und einer Privatperson - ab 2005 im Eigentum des Club Salon Bleu - Oktober 2008 Abbruch durch Gotthard Schnyder, Eisen und Metalle, Emmen. |
| BSB Ce 4/6 314       | 1919    | 2696        |                        | 1954         | GBS 314 (1944) BLS 308 (1975)                | 1984 Abbruch |
| BN Be 4/6 315        | 1922    | 2843        | BBC                    | 1956         | -                                            | - 1996 an Classic Rail - ab 2024 beim Verein Dampfbahn Bern |
| BN Be 4/6 316        | 1922    | 2844        | BBC                    | 1956         | -                                            | - ab 1982 Rangierdienst in der Werkstatt Bönigen mit nur einem Motor - 1996 an Classic Rail - 29. Juli 2008 abgebrochen                                                                                                   |
| BN Be 4/6 317        | 1922    | 2845        | BBC                    | 1956         | -                                            | 1968 Abbruch |

Die Ce 4/6 307 ist als historische Lokomotive erhalten und war lange Zeit im Verkehrshaus Luzern ausgestellt.
Die Ce 4/4 312 ist bei dem Club del San Gottardo erhalten, und zwar in dem Zustand wie sie zuletzt bei der SZU eingesetzt wurde. Im März 2013 ist die Ce 4/4 312 in den Bestand der BLS-Stiftung`Pioniertaten`übergegangen, welche sich um die historischen Fahrzeuge der BLS kümmert.
Der Transformator der Ce 4/4 316 wurde, anlässlich ihrer Revision von 1995 und 2008, in die SBB De 6/6 15301 eingebaut. Der Rest der 316 wurde danach verschrottet.
Vor der Verschrottung leisteten die 310 und 316 noch Rangierdienst in der Werkstätte Bönigen, wobei sie nur noch einen funktionsfähigen Motor besassen.

## Anstrich

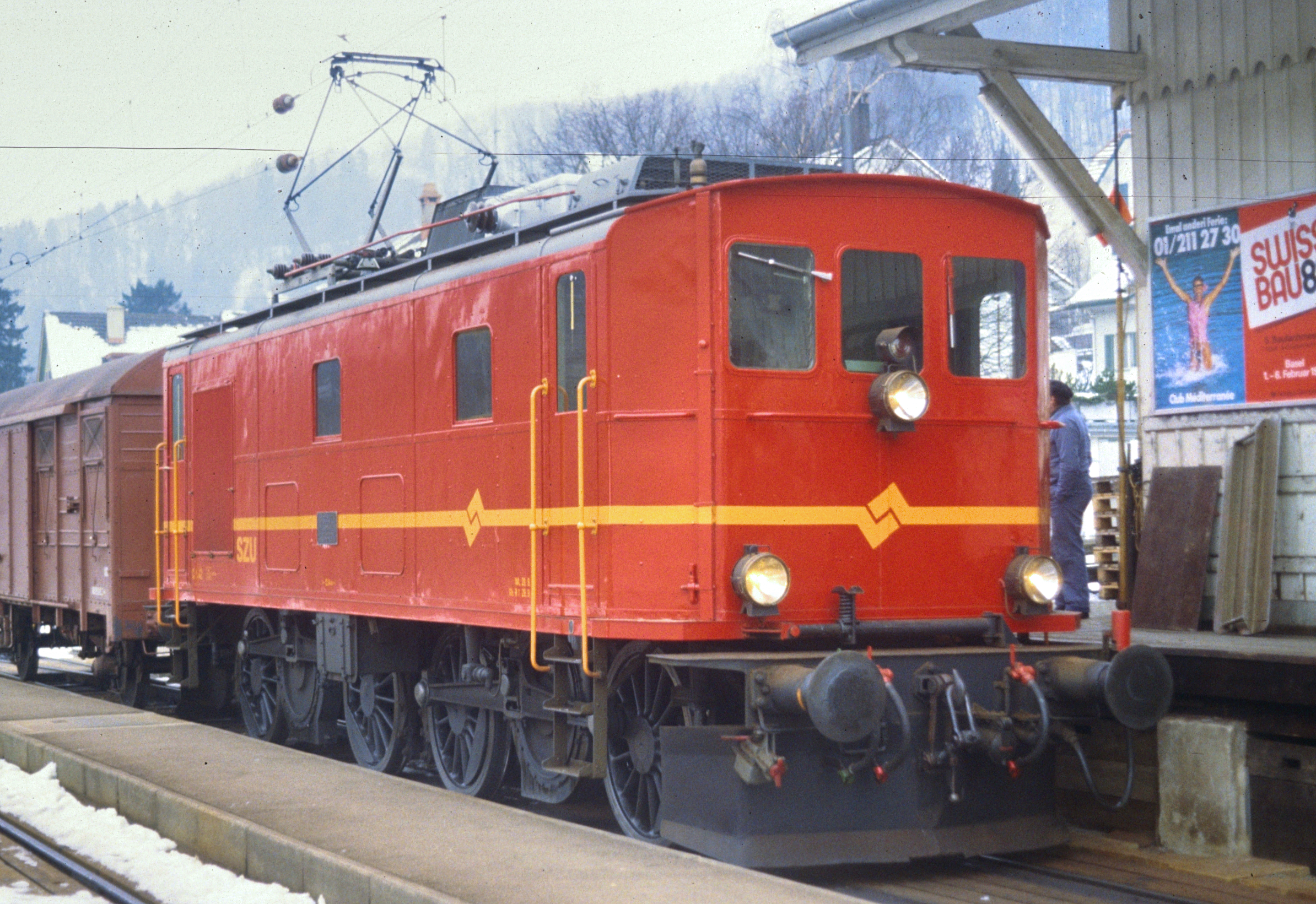
SZU Ce 4/4 42

Die Lokomotiven waren üblicherweise BLS-Braun. Ausnahmen waren die Ce 4/6 302, 309 und 313, die zeitweise einen grünen Anstrich trugen. Die an die SZU verkaufte Ce 4/6 312 erhielt einen Anstrich in den Hausfarben der Bahn.